# Vittorio Tamagnini
Vittorio Tamagnini (ur. 28 października 1910 w Civitavecchia, zm. 20 stycznia 1981 tamże) – włoski bokser wagi koguciej, mistrz olimpijski.
W 1928 roku na letnich igrzyskach olimpijskich w Amsterdamie zdobył złoty medal olimpijski.

## Kariera zawodowa
Na ringu zawodowym zadebiutował 2 czerwca 1929 roku. jego pierwszym przeciwnikiem był Pablo Blanco, którego pokonał w 2 rundzie. Przez kolejne 2 lata wygrywał wszystkie pojedynki. Pierwszej porażki na zawodowym ringu doznał 10 czerwca 1931 roku. Jego przeciwnik José Girones znokautował go w 11 rundzie. Po porażce wygrał kolejnych 10 z 11 walk. Jedynie walka z Otello Abbruciatim została uznana za niebyłą. 15 lipca 1933 roku stoczył walkę przeciwko Maurice Holtzerowi. W trzeciej rundzie walki został zdyskwalifikowany. Po porażce w tym samym roku stoczył 3 walki z których ostatnią przegrał na punkty. W kolejnym roku nie doznał żadnej porażki wygrywając 5 z 8 stoczonych. W kolejnym roku stoczył drugą walkę z Maurice'em Holtzerem. Walkę przegrał po 15 rundach na punkty.
W kolejnych latach walczył ze zmiennym szczęściem. W 1939 roku stoczył 4 walki. Po wybuchu II wojny światowej przerwał karierę, po zakończeniu wojny stoczył ostatnią w karierze walkę z Guerrino Cosmim którą po 8 rundach wygrał na punkty.